# Râle à tête rousse
Sarothrura lugens
Espèce
Statut de conservation UICN

 LC  : Préoccupation mineure
Le Râle à tête rousse (Sarothrura lugens) est une espèce d'oiseaux de la famille des Sarothruridae.

## Répartition
Cette espèce vit en Angola, au Cameroun, en République démocratique du Congo, au Gabon, au Malawi, au Rwanda, en Tanzanie et en Zambie.